# Eduard-Wallnöfer-Platz

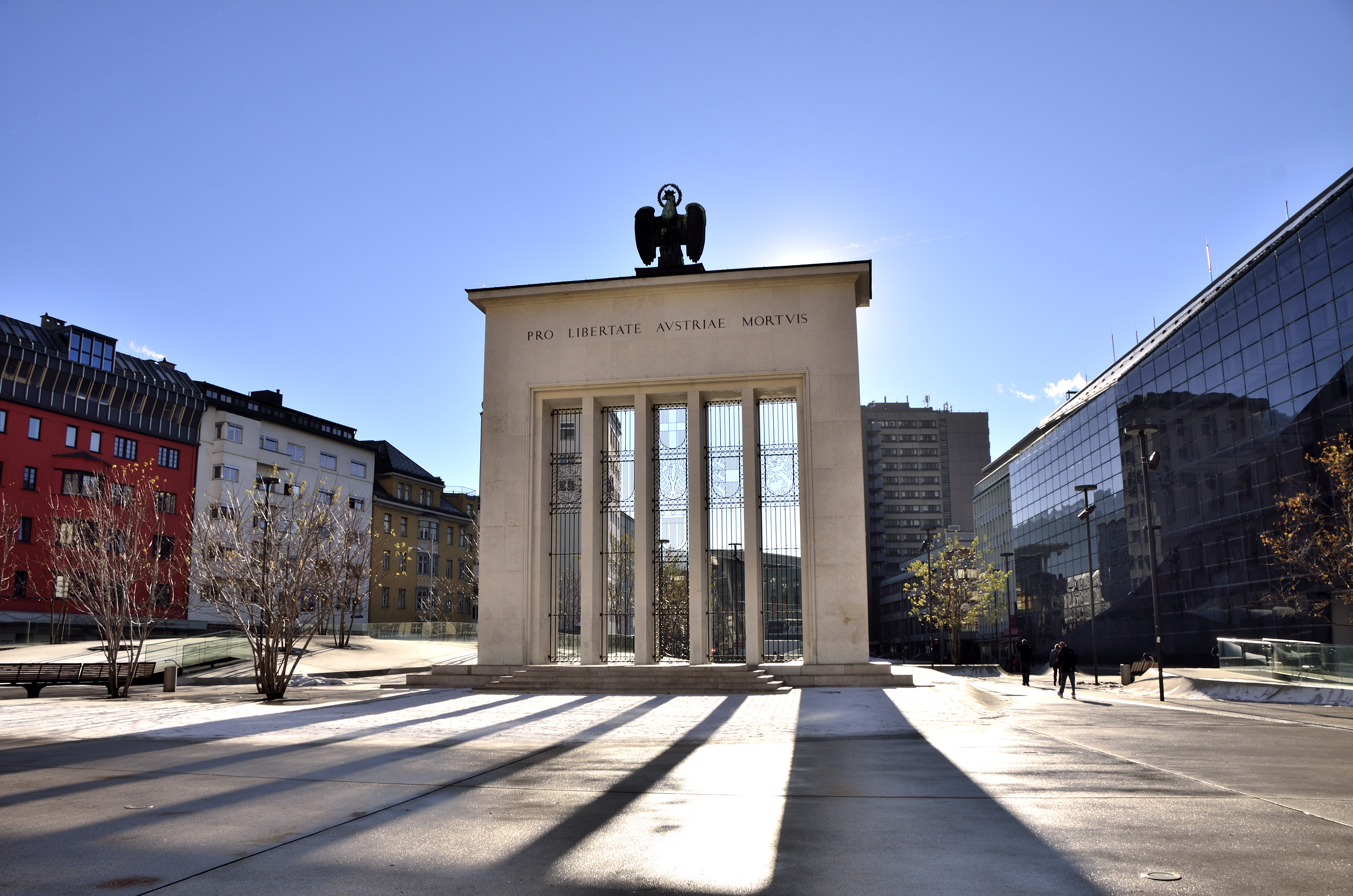
Der Platz Richtung Süden mit dem Befreiungsdenkmal

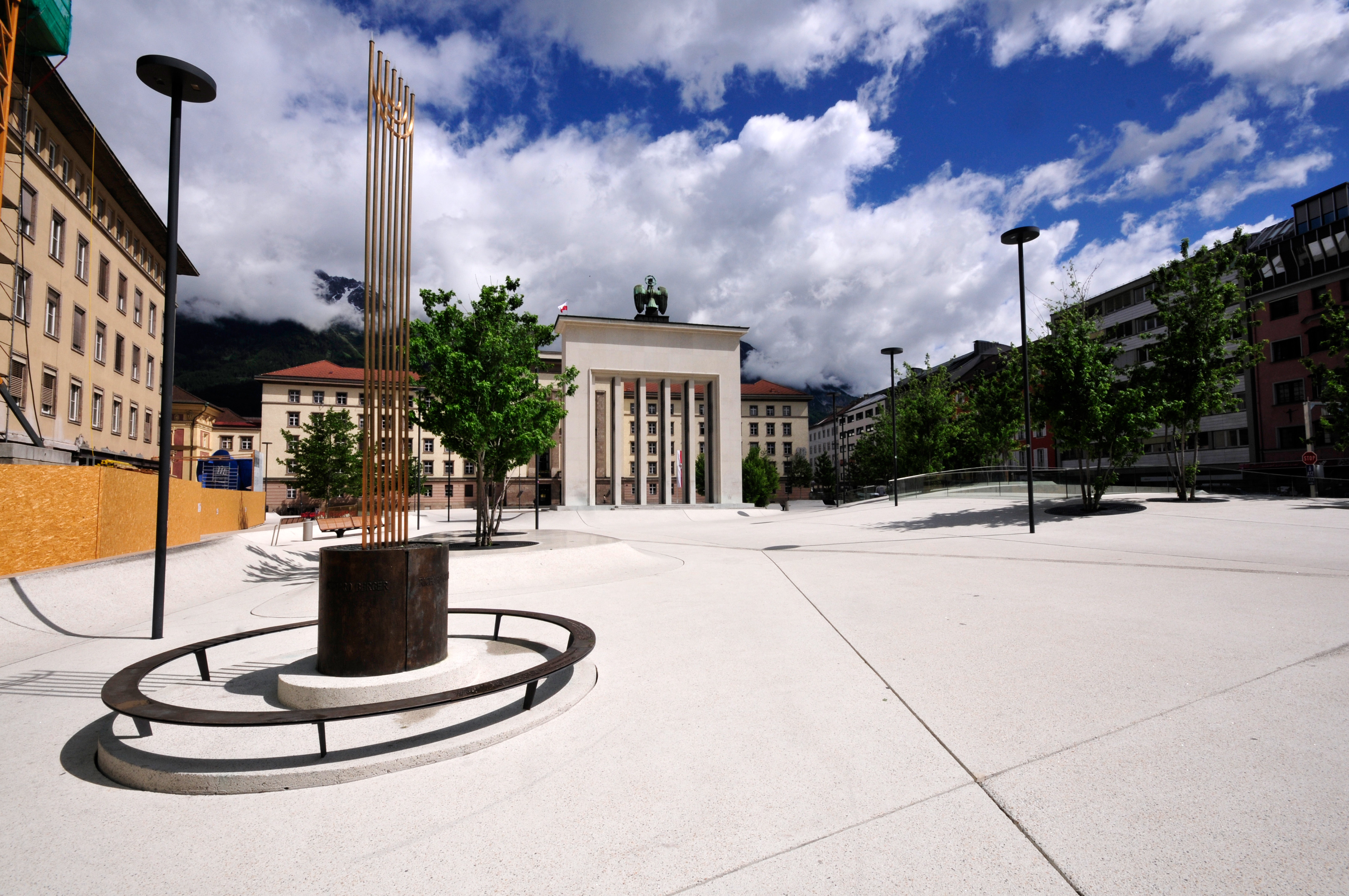
Der Platz Richtung Norden mit dem Pogromdenkmal im Vordergrund

Der Eduard-Wallnöfer-Platz, bis 1994 und umgangssprachlich weiterhin Landhausplatz, ist ein Platz in der Innsbrucker Innenstadt.

## Lage
Der trapezförmige, sich gegen Süden verjüngende Platz liegt am südlichen Rand der Innenstadt. Er wird im Norden vom Neuen Landhaus, im Osten von der Wilhelm-Greil-Straße und im Süden von der Salurner Straße begrenzt. An der Westseite trennt ihn eine Häuserzeile mit mehreren Durchgängen, darunter die Fuggergasse und die Welsergasse, von der Maria-Theresien-Straße.

## Geschichte

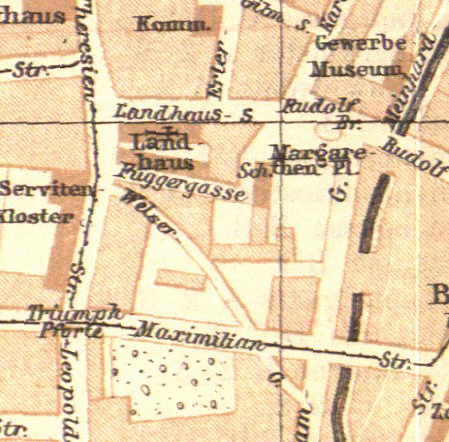
Das von Maria-Theresien-Straße, Landhausstraße (Meraner Straße), Adamgasse und Maximilianstraße (Salurner Straße) umschlossene Gebiet um 1910

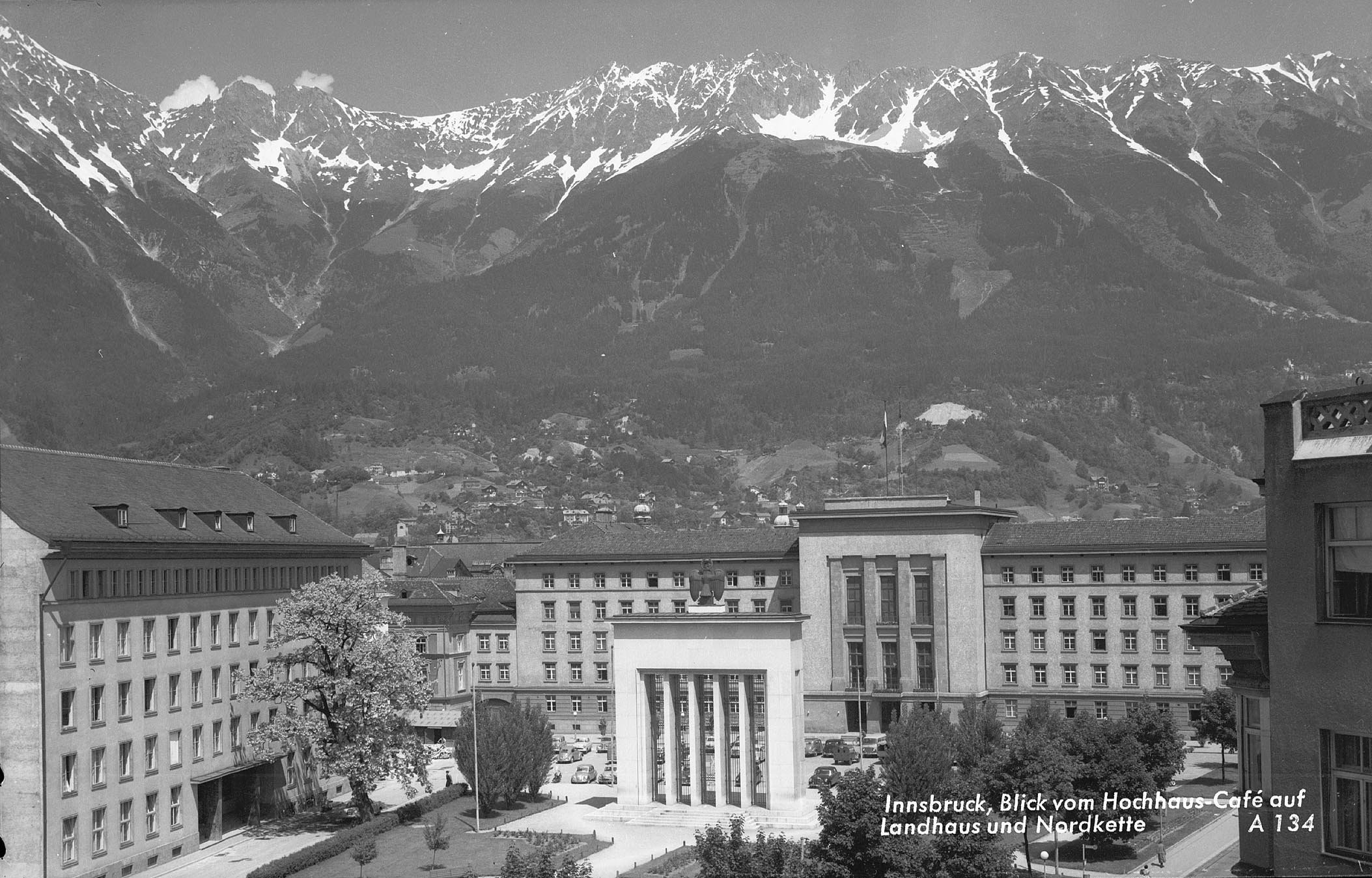
Der Landhausplatz um 1960

Der heutige Platz war ursprünglich ein mit einem Ansitz, Villen und Gärten bebautes Gebiet, das von der Fugger- und der Welsergasse in südöstlicher Richtung durchzogen wurde. Nach dem Anschluss Österreichs wurde 1938/39 nach Plänen von Walter und Ewald Guth das Gauhaus, das heutige Neue Landhaus als Teil eines geplanten Gauforums errichtet. Vor der Front sollte ein größerer Platz mit einem Ehrenmal für die vor 1938 im Kampf gegen Republik und Ständestaat gestorbenen Tiroler Nationalsozialisten entstehen. Etwa an der Stelle, wo heute das Befreiungsdenkmal steht, waren zwei hohe steinerne Opferpylonen geplant. Am südlichen Ende sollte als Pendant zum Gauhaus das „Haus der Bergsteiger“ entstehen, dazwischen war ein Aufmarschplatz für Kundgebungen und politische Feiern geplant. 1939 wurden die Bauten zwischen dem Gauhaus und dem damaligen Bismarckplatz (südlich der Salurner Straße) erworben. Als erster Schritt wurde die vor dem Gauhaus vorbeiführende Fuggergasse verbreitert, so dass ein kleiner Platz entstand. Die weiteren Pläne wurden von der Gauleitung zurückgestellt und aufgrund des Zweiten Weltkriegs nicht verwirklicht. Der Platz wurde nur selten für Veranstaltungen wie Begräbnisfeierlichkeiten genutzt. Die von der Stadt 1940 vorgeschlagene Benennung nach Hermann Göring lehnte die Gauleitung ab und entschied sich stattdessen für die Bezeichnung Landhausplatz. Die meisten Aufmärsche und Kundgebungen fanden am Adolf-Hitler-Platz (Rennweg) statt.
Nach Kriegsende wurden die stark beschädigten Gebäude im Bereich der Fugger- und der Welsergasse abgetragen. Die entstandene Freifläche wollte die Stadt teilweise als Parkplatz nutzen und teilweise als Parkanlage gestalten. Die französische Militärverwaltung nutzte den Platz als Paradeplatz und wählte ihn als Standort für das Befreiungsdenkmal, das 1948 errichtet wurde. Diesem dominierenden Monument folgten weitere Denkmäler, die über den Platz verteilt errichtet wurden.
Mitte der 1980er Jahre wurde unter dem Platz eine Tiefgarage errichtet und dabei die Oberfläche südlich der Garageneinfahrt mit unregelmäßigen Rasenflächen, Hecken, Bäumen und Wegen neu gestaltet.
1994 wurde der Platz nach dem langjährigen Landeshauptmann Eduard Wallnöfer benannt. Auf dem Platz sollte eine überlebensgroßen Bronzebüste Wallnöfers aufgestellt werden.  Nach Protesten wurde die von Rudi Wach geschaffene Büste jedoch 2016 im Innenhof des Tiroler Volkskunstmuseums aufgestellt.
Um das als unbefriedigend empfundene Erscheinungsbild des Platzes zeitgemäß neu zu gestalten, wurde 2008 ein europaweiter Wettbewerb ausgeschrieben, der von LAAC Architekten gewonnen wurde. Nach diesem Entwurf wurde der Platz trotz einer negativen Stellungnahme des Bundesdenkmalamtes mit einer 9000 m² großen, gewellten, natürlichen Formen nachempfundenen Betonoberfläche überzogen, die auch einen Großteil der Stufenanlage des Befreiungsdenkmals verdeckt. Die kleineren Mahn- und Denkmäler wurden aus der Längsachse des Platzes heraus verschoben und neu platziert. Der Bereich vor dem Landhaus ist als ebene Veranstaltungsfläche angelegt und mit einem schwellenlosen Wasserspiel gestaltet. Die Gestaltung ist umstritten und der Belag seit 2012 renovierungsbedürftig.

## Denkmäler

### Befreiungsdenkmal
Das Denkmal wurde 1948 von der französischen Militärverwaltung unter Emile Béthouart nach Plänen von Jean Pascau in axialer Ausrichtung auf das Landhaus errichtet. Der mit weißem Marmor verkleidete Torbau weist fünf Öffnungen auf, darin befinden sich schmiedeeiserne Gitter mit den kreuzförmig angeordneten Wappen der Bundesländer. Bekrönt wird das Denkmal von einer von Emmerich Kerle entworfenen Skulptur des Tiroler Adlers.

### Denkmal 600 Jahre Tirol bei Österreich

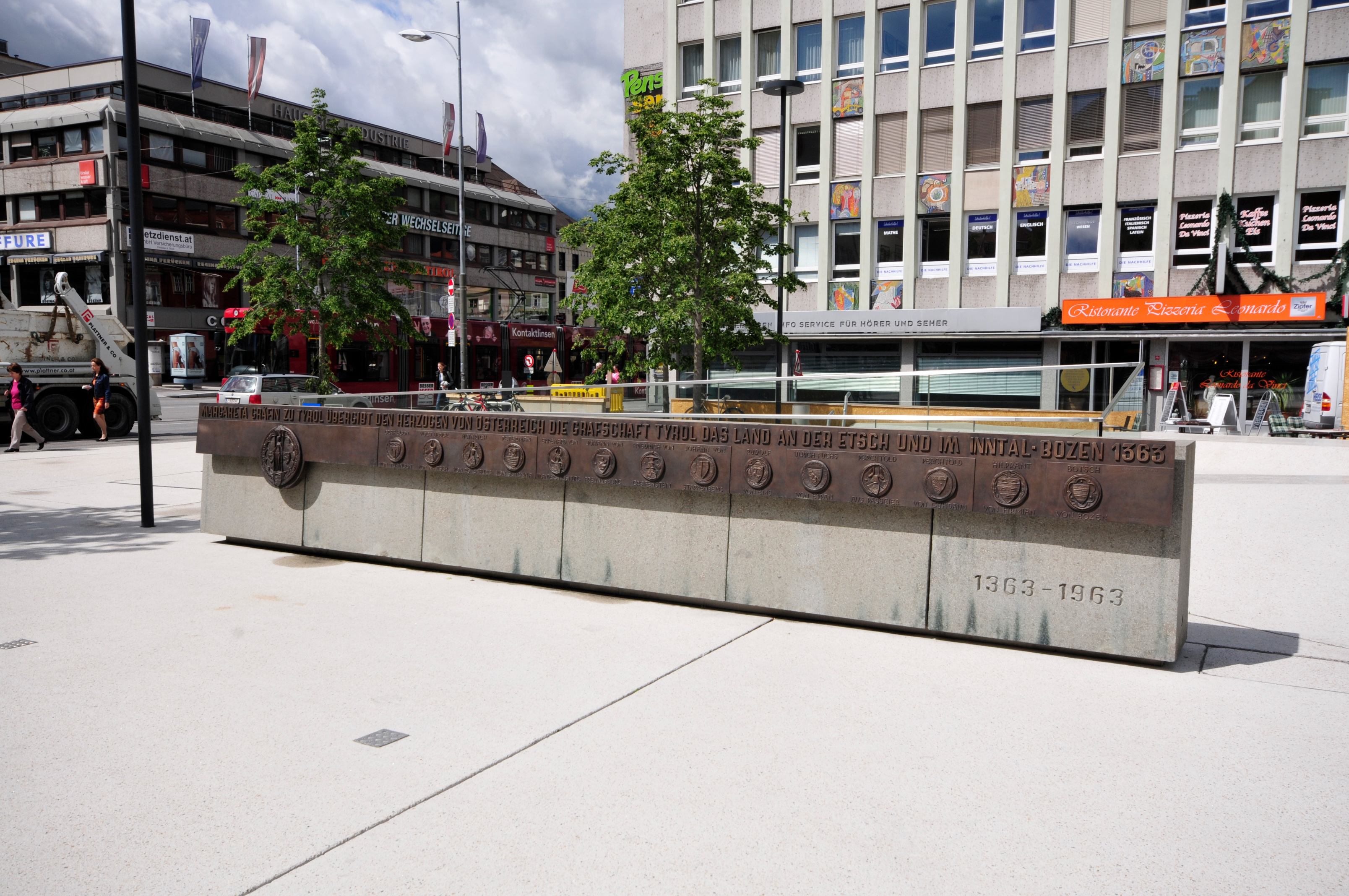
Denkmal 600 Jahre Tirol bei Österreich

Das Denkmal am südlichen Ende des Platzes wurde 1963 anlässlich der 600-Jahr-Feier der Zugehörigkeit Tirols zu Österreich im Auftrag des Landes nach einem Konzept des Architekten Franz Kotek errichtet und am 28. September 1963 eingeweiht. Es besteht aus einem 8 m langen und 1,15 m hohen Sockel aus grünlichem Sarner Porphyr und einem Bronzerelief über die gesamte Länge. Dieses wurde von Josef Bachlechner dem Jüngeren geschaffen und zeigt links das Siegel Margarete Maultaschs und daneben kleiner die Siegel und Namen der anderen Fürsten, die die Urkunde der Übergabe Tirols an den Habsburger Rudolf IV. bestätigt hatten.

### Pogromdenkmal
Das Pogromdenkmal wurde 1997 in Erinnerung an die Innsbrucker Opfer der Novemberpogrome 1938 errichtet. Es besteht aus einem Kupfersockel mit Glasscherben und den Namen der Opfer sowie einer sieben Meter hohen Menora.

### Vereinigungsbrunnen

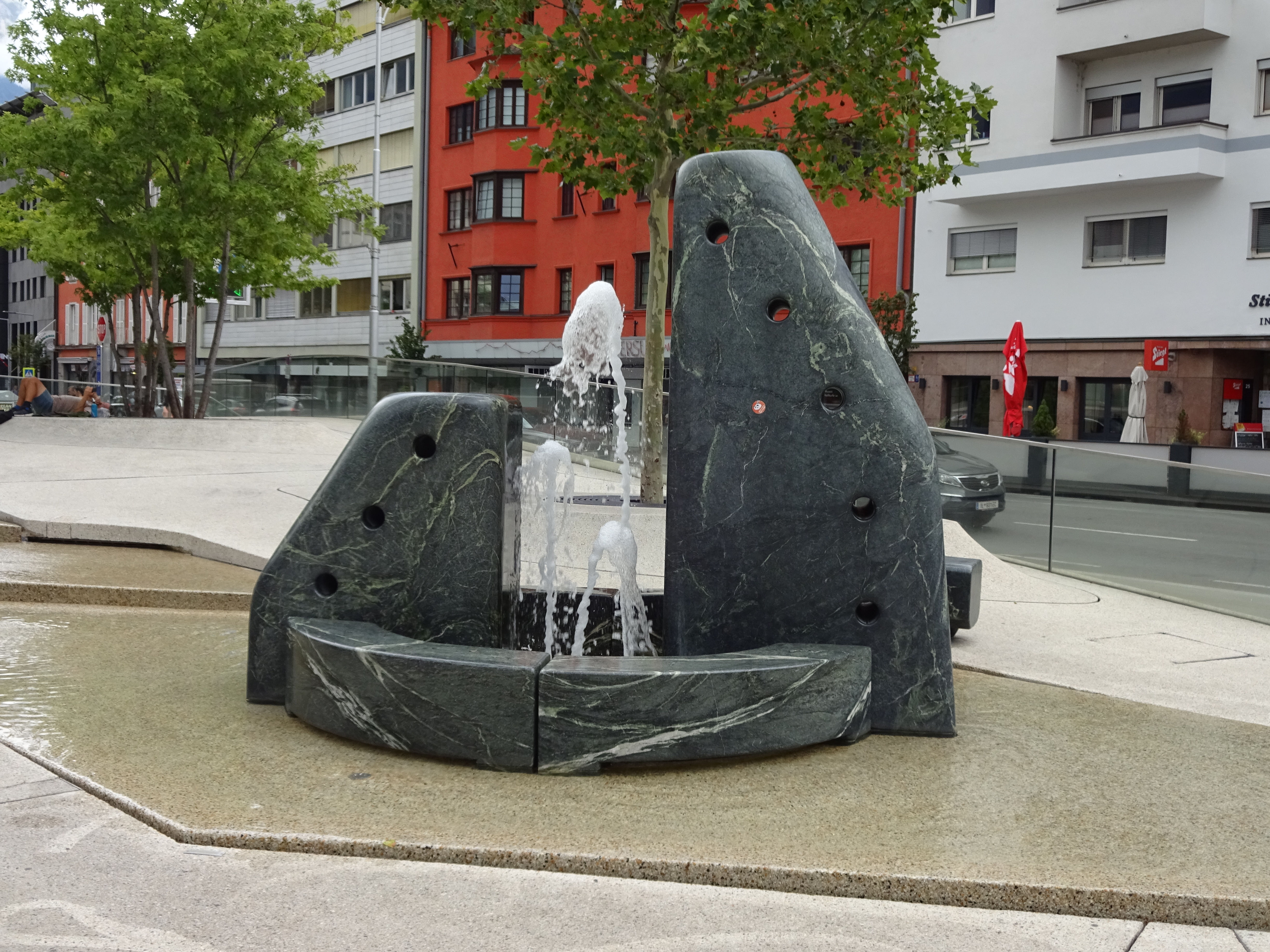
Vereinigungsbrunnen

Zur Erinnerung an die Vereinigung Wiltens und Pradls mit Innsbruck 1904 wurde im Jahr 1906 am Bahnhofsplatz (dem heutigen Südtiroler Platz) ein Brunnen errichtet, der von Johann von Sieberer gestiftet wurde. Dieser Brunnen wurde 1940 aus verkehrstechnischen Gründen abgetragen. 1992 bildete sich ein Komitee zur Errichtung eines neuen Vereinigungsbrunnens, der schließlich 1999 am südlichen Landhausplatz – nahe der ehemaligen Grenze zwischen Innsbruck und Wilten – verwirklicht wurde. Der von Peter A. Bär entworfene Brunnen besteht aus zwei Steinen aus Osttiroler Serpentin mit drei bzw. fünf Durchbrüchen, die für die acht Gemeinden stehen, die zu Innsbruck kamen. Zwischen den beiden Steinen steigt eine bis zu 5 m hohe Wasserfontäne auf.

## Nutzung

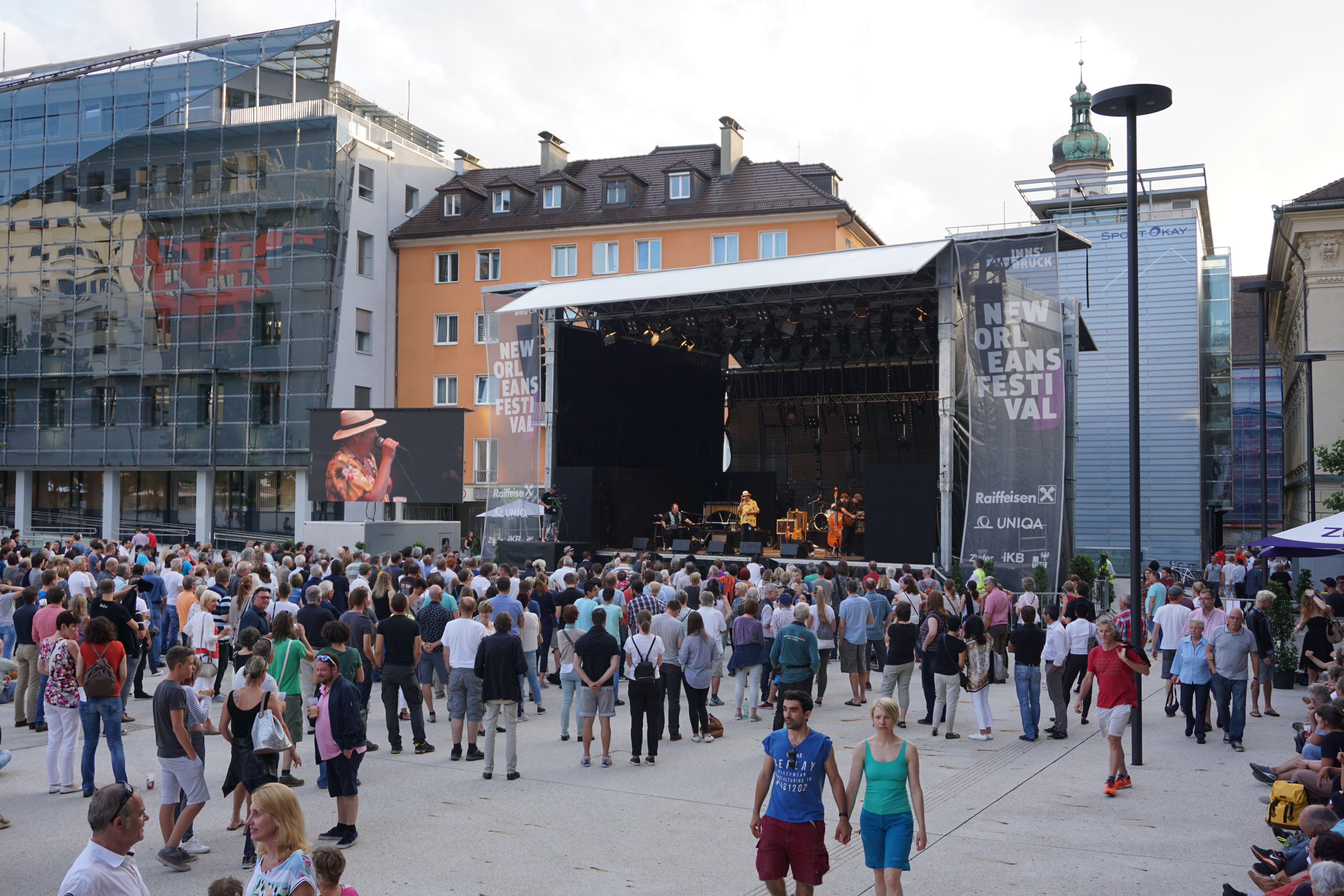
New Orleans Festival 2016 auf dem Eduard-Wallnöfer-Platz

Die Freifläche zwischen Landhaus und Befreiungsdenkmal wird für Veranstaltungen, politische Kundgebungen oder den traditionellen Großen Zapfenstreich des Bundesheers am Vorabend des Nationalfeiertags genutzt. Von 1994 bis 2006, als er auf den Marktplatz übersiedelte, fand im Advent auf dem Platz ein Christkindlmarkt statt. Die Bodenskulptur im südlichen Teil mit ihren Hindernissen und Rampen wird gerne von Skatern und BMX-Fahrern genutzt.